# Западле (Члуховський повіт)
Западле (пол. Zapadłe) — село в Польщі, у гміні Кочала Члуховського повіту Поморського воєводства.
У 1975-1998 роках село належало до Слупського воєводства.